# Louis Zwahlen (cyclisme)
Ne doit pas être confondu avec Louis Zwahlen.

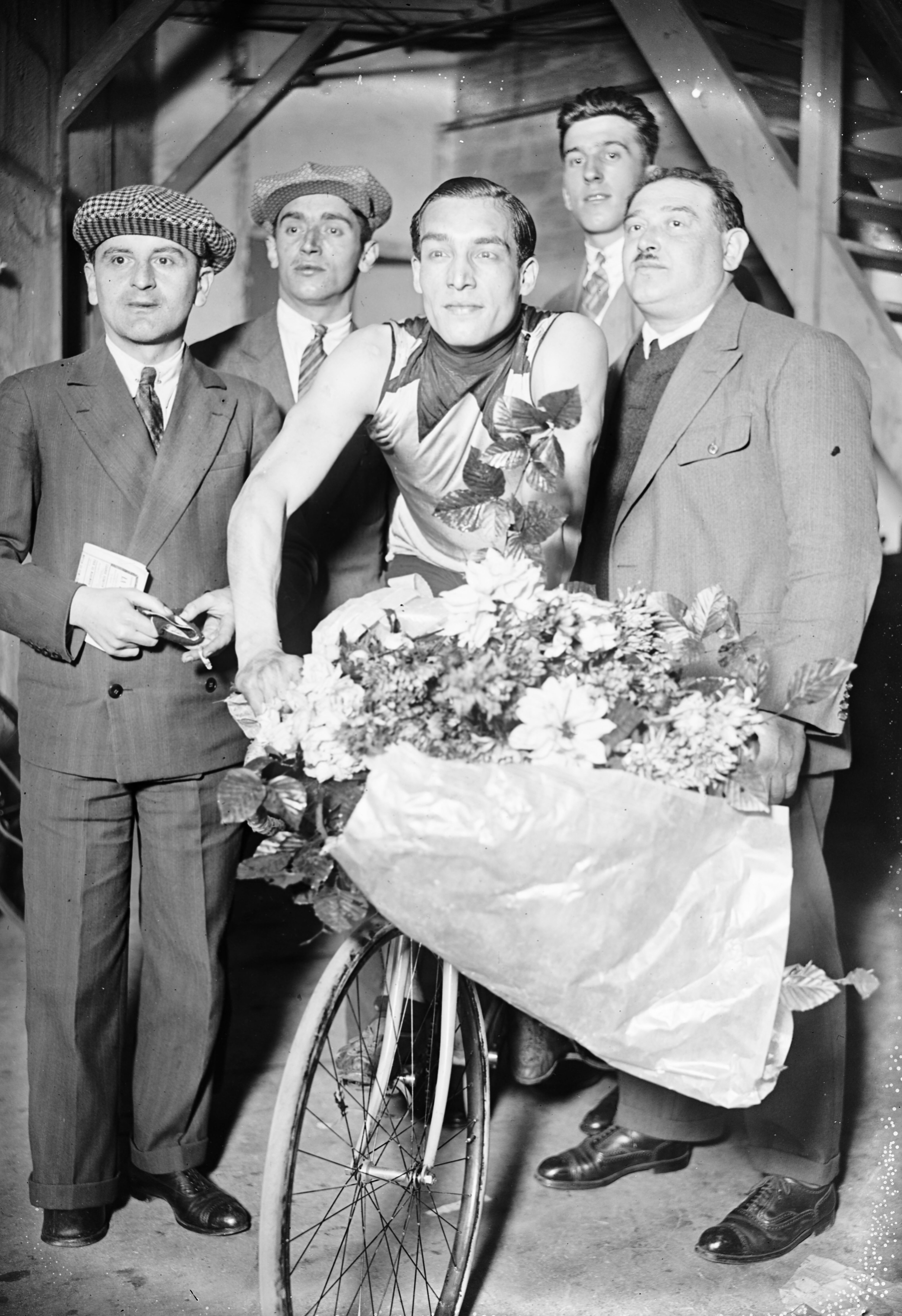
Louis Zwahlen, gagnant de la Médaille, 1927

Louis, Henri, Ulrich Zwahlen, connue comme le Docteur Zwahlen, né le 24 juillet 1903 à Paris 12e et mort le 14 septembre 1987 à Villiers-sur-Suize (Haute-Marne), est un sportif français, premier président de la Fédération française de cyclisme.

## Biographie
Louis Zwahlen est d'origine suisse par ses grands-parents. Son père, Ulrich Zwahlen, entrepreneur de chauffage, est un sportif convaincu qui dans sa jeunesse, gagna un championnat scolaire et un brevet de 100 kilomètres sur route.
À seize ans, il fait ses premières armes sportives, et c'est en cross-country qu'il s'essaye tout d'abord, il participe au championnat de Paris en 1921. Zwahlen dispute plusieurs courses sur piste sous les couleurs du Stade Francais. Engagé dans le Grand Prix des Jeunes 1921, le Prix Bessonneau, pour courir un 1.000 mètres, il lui vient l'idée de participer plutôt au concours de saut en hauteur, pour lequel il n'est nullement préparé. À la surprise générale, il se classe premier, avec 1 m. 65, et cette victoire l'engage à persévérer. Zwahlen réalise de grands progrès dans cette spécialité, où il parvient à franchir 1 m. 85 . Il gagne l'épreuve du saut en hauteur au meeting du printemps d'athlétisme à Colombes, en mai 1922. Il est champion de France scolaires de saut en hauteur 1922. Il s'essaye également avec succès au saut en longueur, meilleure performance 6 m. 65 et sur le 110 mètres haies, 16 secondes. Il gagne le saut en hauteur, avec 1 m. 80, dans le match France-Angleterre en 1923 au stade Pershing,. Il participe aux épreuves de sélection pré-Olympiques en 1924.
Zwahlen fait ses études secondaires au lycée Louis-le-Grand, puis part avec sa famille pour Reims. C'est dans cette ville qu'il passe son P. C. N. et débute comme externe des hôpitaux. De retour à Paris au mois de novembre 1926, il fait un stage à l'hôpital de la Pitié, comme externe, puis entre, en qualité d'interne, à l'asile national des convalescents de Saint-Maurice,.
Un ami, ancien sprinter du Stade Français, entré au Gros-Caillou sportif, lui conseille le cyclisme. Il entre au Gros-Caillou sportif en novembre 1926. Le 9 janvier 1927, il dispute sa première course de la médaille, gagne une série avec plus de 30 mètres d'avance, et n’est battu que de peu, en demi-finale. Pipart et Royer, manager et entraîneur du Gros-Caillou, le remarquent et lui conseillent de persévérer. Les semaines suivantes, il parvient à se classer trois fois en finale, une fois deuxième et deux fois troisième,. Il gagne la grande finale 1926-1927,. En décembre 1927, il participe au match France-Hollande, il affronte Bernard Leene. En 1928, il participe au Grand Prix de Paris. Il finit second derrière Joseph Kergoff aux championnat de France des amateurs et indépendants 1929.
Il passe sa thèse sous la direction de Léon Binet et devient docteur en médecine en 1933. Il exerce comme généraliste dans l'Est de la France,,,  puis ouvre un cabinet à Paris en 1938 et prend la présidence d'un nouveau club de rugby à XIII du 19e arrondissement : le Kangourou Gallia Club,.
En novembre1940, il est nommé chargé de mission auprès de l'U.V.F. par Jean Borotra, commissaire général à l'éducation physique et aux sports du gouvernement de Vichy. Il devient le premier président de la Fédération française de cyclisme en mai 1941,,. Il présente  sa démission en décembre 1941 en raison d'un différend avec César Banino et René Chesal, mais reste en poste et Banino s'en va,,. Il démet  Chesal de ses fonctions. César Banino le remplace le 21 aout 1942.

## Palmarès

### Athlétisme
- 1922
  -  Champion de France scolaires de saut en hauteur
- 1926
  - Prix Blanchet (110 mètres haies)[37]
- 1930
  -  Champion de France universitaire (saut en hauteur et 110 mètres haies)[38]

### Cyclisme sur piste
- 1927
  - Grande finale de la Médaille
  - Prix de décembre au Vél d'Hiv
- 1928
  - 2e du championnat de Paris de vitesse[39]
- 1929
  -  Champion de France de vitesse scolaires[40]
  - 2e  du championnat de France des amateurs et indépendants
  - Grand Prix Cyclo-Sport de vitesse

## Distinctions
- Croix de guerre 1939–1945 au titre de la Résistance[41],[42]
- Médaille de la jeunesse, des sports et de l'engagement associatif, or[43]